# El Tío (novela)
El Tío, también conocido como El Tío - Secretos de la familia Santos, es una novela histórica y de ficción, escrita por el colombiano Félix Marín, publicada en 1976.
El libro cuenta la historia de un anciano millonario llamado simplemente El Tío, quien muere dejando una inmensa fortuna. A medida que avanzan los capítulos, se desvelan los secretos de su familia y de su empresa familiar, un periódico de amplia circulación y el más importante de un país no definido. 
La novela es polémica porque aunque hace uso de nombres ficticios, los entendidos identifican a El Tío con Eduardo Santos Montejo (persona real de Colombia), y su empresa El Tiempo, principal fuente de riqueza de la familia Santos. De acuerdo con algunos periodistas anónimos, Félix Marín es un seudónimo de un familiar cercano a Santos, el tío de la realidad.
Los descendientes de la familia han perseguido por años la novela por considerarla perjudicial para su imagen, a tal punto que supuestamente hoy es casi imposible conseguir un ejemplar físico original. Por su estructura el libro es comparado con El Padrino, de Mario Puzo, obra también basada en hechos reales.

## Contenido
La novela está dividida en 32 capítulos identificados únicamente por números romanos, y se centra en la vida y obra de un personaje sin identificar, llamado únicamente El Tío, quien es sumamente rico como propietario de un periódico de amplia circulación en un país no determinado, quien muere solo y sin descendencia.
Su muerte sorprende a sus parientes y a sus colaboradores, quienes empiezan una guerra por el control de la herencia que deja el anciano, a medida que se desvelan los secretos de la familia y de su empresa, y se cuentan el ascenso político, económico y social de El Tío.

### Personajes
- El Tío, que encarna a Eduardo Santos Montejo, el cerebro de la familia.
- La Casa Editorial, representa a la empresa El Tiempo Casa Editorial.
- El periódico, representa al diario colombiano El Tiempo.
- Doctor Cavelier, representa al médico y político Jorge Cavelier Gaviria.
- Henry, representa a Enrique Santos Castillo, descrito como un hombre clasista y sin cariño por El Tío.
- Hernán, representa a Hernando Santos Castillo, descrito como un hombre amable pero con falta de carácter.
- Nena, esposa de Hernán, representa a Helena Calderón Nieto, descrita como una mujer vieja de la alta sociedad.
- Clementina, esposa de Henry, representa a Clemencia Calderón Nieto, descrita como una mujer amargada y clasista.
- Calixto, que encarna a Enrique Santos Montejo "Calibán", descrito como un periodista consagrado pero con apetitos sexuales desordenados.
- Don Ruperto, el director del periódico a la muerte de El Tío, tenía un amorío con secretaria Gloria.
- Leandro, representa a Fernando González Pacheco, descrito como un cómico con problemas de alcoholismo.
- Rafael, representa a Rafael González Pacheco, descrito como un médico sin escrúpulos.
- El inmigrante, representa a Doroteo González Pacheco, padre de Leandro y Rafael, quien huyendo de su país hace fortuna gracia a El Tío.
- Chatarra, abogado y representante legal de las empresas de El Tío, era un tipo mediocre y charlatán.
- La esposa del Tío, encarna a la esposa de Eduardo Santos, Lorenza Villegas Restrepo.